# Itagi
Itagi là một đô thị thuộc bang Bahia, Brasil. Đô thị này có diện tích 303,462 km², dân số năm 2007 là 14684 người, mật độ 48,4 người/km².